# Kafeteria

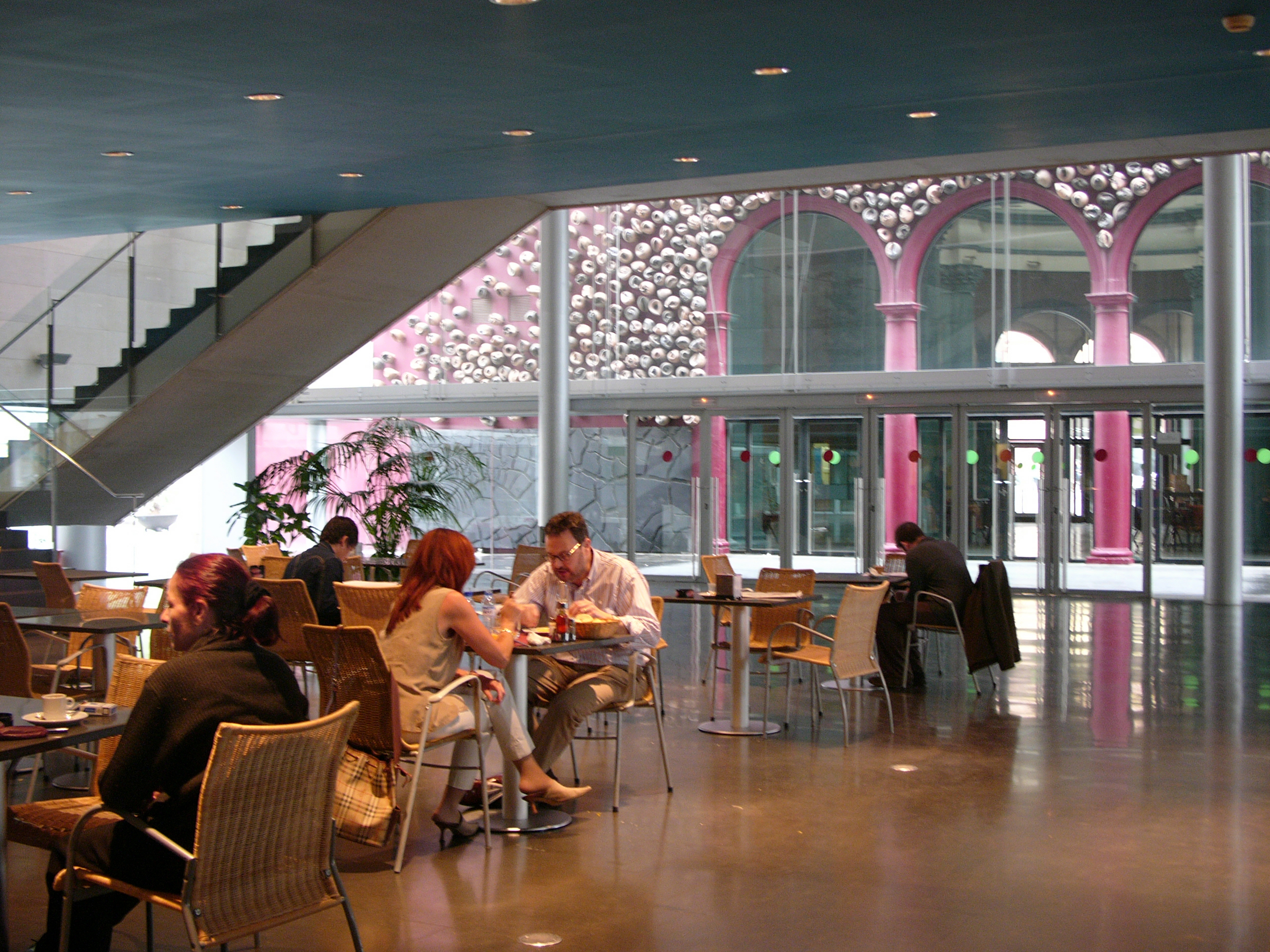
En cafeteria i Barcelona i Spanien.

En kafeteria, även cafeteria, är ett offentligt matställe med självbetjäning. Urvalet av maträtter är vanligtvis begränsat.
I svenskan är en kafeteria ett kafé och enklare matställe kombinerat, där det inte nödvändigtvis serveras varmrätter. I engelskan används ordet cafeteria även i betydelsen offentlig matsal, lunchrum och kantin, oavsett om det säljs varmrätter. School cafeteria i engelsktalande länder motsvarar alltså en skolmatsal, medan en skolkafeteria i grundskolan eller gymnasieskolan i Sverige har till främsta syfte att erbjuda mellanmål utöver matsalens ordinarie måltider. Enligt Livsmedelsverket bör en skolkafeteria i Sverige inte konkurrera om skollunchen och inte tillhandahålla söta drycker, godis, glass, bakverk eller snacks. En skolkafeteria i Sverige kan drivas av antingen skolpersonal, skolelever eller en extern aktör.